# Леслі Лайн
Леслі Альфонсо «Лес» Лайн (англ. Leslie Alphonso «Les» Laing; 19 лютого 1925 — 7 лютого 2021) — ямайський легкоатлет, спринтер. Олімпійський чемпіон.

## Життєпис
Одружений з учасницею літніх Олімпійських ігор 1948 року легкоатлеткою Кармен Фіппс.